# Castilleja spiranthoides
Castilleja spiranthoides är en snyltrotsväxtart som beskrevs av Standley. Castilleja spiranthoides ingår i släktet målarborstar, och familjen snyltrotsväxter. Inga underarter finns listade i Catalogue of Life.